# Nouakchott Sud
Nouakchott-Sud (Nouakchott Süd, arabisch نواكشوط الجنوبية, DMG Nawākšūṭ al-Ǧanūbiyya) ist eine Verwaltungsregion in Mauretanien. Sie umfasst die drei südlichen Departments der Hauptstadt Nouakchott: Arafat, El Mina und Riyad. Der Verwaltungssitz ist Arafat und Nouakchotts Tiefwasserhafen Port de l’Amitié liegt in dem Gebiet. Die Region grenzt im Süden an das Département Ouad Naga der Region Trarza. Hauptverkehrsader ist die Nationalstraße N2, die sich entlang der Küste nach Süden zieht. Im Norden bildet die N3 einen Teil der Grenze zur Region Nouakchott Nord.
Nouakchott-Sud wurde am 25. November 2014 als Region errichtet, als die Region Nouakchott in drei neue Regionen aufgeteilt wurde. wālī beziehungsweise Gouverneur ist Rabbou Ould Bounenna.

## Bevölkerung
Die letzten Volkszählungen ergaben für die Region bzw. diesen Teil der Hauptstadt jeweils folgende Einwohnerzahlen:
| Jahr | Einwohner |
| ---- | --------- |
| 2000 | 239.593   |
| 2013 | 425.673   |
| 2023 | 627.415   |